# Premio Literario Lambda
El Premio Literario Lambda (Lambda Literary Awards en inglés) (también conocidos por Lammies) son atribuidos cada año por la Fundación Literaria Lambda, de los Estados Unidos, a obras publicadas sobre temática LGBT. Los premios fueron instituidos en 1989 y sus categorías incluyen novela, biografía, ensayo y otras. Pueden concursar todos los libros publicados en los Estados Unidos el año a que se refiere el premio. La Lambda Literary Foundation indica que su misión es «celebrar la literatura LGBT y proveer recursos a los escritores, lectores, libreros, editores y bibliotecarios - toda la comunidad literaria».

## Controversias

### Comunidad bisexual
En 1992, a pesar de la petición de la comunidad bisexual para conseguir una categoría más apropiada e inclusiva, la antología bisexual Bi Any Other Name: Bisexual People Speak Out de Loraine Hutchins y Lani Kaahumanu fue forzada a competir en la categoría de «Antología lésbica», perdiendo.
Dirigida por BiNet USA, el American Institute of Bisexuality y con ayuda de otras organizaciones de bisexuales como BiPOL, Bialogue y un grupo de activistas de los derechos civiles bisexuales, lanzaron una campaña que duró varios años, que culminó en 2006 con la adición de una categoría «Bisexual».

### Comunidad transgénero
En 2004, el libro The Man Who Would Be Queen: The Science of Gender-Bending and Transsexualism del controvertido investigador J. Michael Bailey fue anunciado como finalista en la categoría «Transgénero» para los premios de 2003. 
Personas transgénero protestaron inmediatamente y reunieron miles de firmas en pocos días en una petición. Tras la petición, los jueces de la fundación examinaron el libro con más detalle, decidiendo que era transfóbico y lo eliminaron de la lista de finalistas. Durante el año siguiente, el director ejecutivo que había aprobado inicialmente la inclusión del libro dimitió. El director ejecutivo Charles Flowers afirmó, «Además, el incidente Bailey mostró falles en el proceso de nominación de nuestros premios, que modificado por completo desde que he llegado a la dirección de la fundación en enero de 2006.»